# Monark (podcaster)
Bruno Monteiro Aiub (São Paulo, 17 de agosto de 1990), mais conhecido como Monark, é um youtuber, apresentador, gamer e podcaster brasileiro. Inicialmente conhecido por publicar vídeos de Minecraft no seu canal "RandonsPlays", alcançou notoriedade nacional como apresentador do Flow Podcast até 2022, quando defendeu a existência de um partido nazista. Vivendo nos Estados Unidos, foi produtor do Monark Talks e atualmente possui sua própria plataforma de vídeos, o Bunker555.
Enquanto apresentador do Flow Podcast, em 2022, Monark defendeu a possibilidade da existência de um partido nazista no Brasil. O fato teve repercussão internacional, promoveu um intenso debate sobre os limites da liberdade de expressão e foi objeto de críticas de diversas personalidades, incluindo múltiplas entidades israelitas e da embaixada alemã no Brasil. Após a polêmica, foi desligado do Flow e lançou o Monark Talks, na plataforma Rumble. Posteriormente, Monark foi alvo de ações na Justiça por Alexandre de Moraes por contestar as instituições eleitorais brasileiras. Desde então, vem sofrendo recorrentes bloqueios em suas mídias sociais. No início de 2024, seu canal no YouTube foi excluído por violar as diretrizes de comunidade.

## Primeiros anos
Nascido no seio de uma família sírio-libanesa, filho de um analista de sistemas e uma psicóloga, Monark conta que sempre recebeu incentivo da família, mesmo quando disse que não faria faculdade e sairia de casa. Monark sofreu de depressão por falta de perspectiva na vida. De acordo com o youtuber, ele veio de uma família pobre e tinha como objetivo conseguir R$ 1 milhão. Quando conseguiu o dinheiro, desenvolveu o quadro depressivo, que durou por quatro anos. Aos 24 anos, começou fazer uso recreativo de cannabis como forma de aliviar os sintomas depressivos e ansiosos. Nesse momento, passou a assistir às palestras do psicólogo Jordan Peterson e, de acordo com Monark, isso o fez se tornar agnóstico e a começar a se recuperar da depressão. Logo depois, "encontrou forças" para criar seu podcast.
Originalmente seu apelido era "Monerck", que adotou no jogo online Ragnarök porque, aos 11 anos, estava estudando sobre a monarquia. Eventualmente seus amigos passaram a chamá-lo de Monark por causa da semelhança do apelido com o nome da empresa fabricante de bicicletas.

## Carreira

### 2010–23:RandonsPlays
Em outubro de 2010, Bruno começou a postar vídeos de dicas de Minecraft em seu canal no YouTube, RandonsPlays, para ajudar um grupo de amigos. Ele foi um dos primeiros a fazer vídeos do jogo. Um ano depois, Bruno tinha 4 mil inscritos no seu canal. Em 2012, ele se mudou para Curitiba e assinou um contrato com a Machinima, quando começou a ganhar dinheiro pelos vídeos. Em 2013, ele já tinha 2,3 milhões de inscritos, com uma renda mensal que podia variar entre 15 e 30 mil reais. Segundo ele, ele guardava "90%" do que ganhava e gastava uma parte com outros jogos. Sua ideia na época era montar uma produtora com o Leon, do canal Coisa de Nerd. A partir de outubro de 2013, Monark participou da série "A Era do Futuro", publicada por VenomExtreme. A série foi uma iniciativa coletiva de mais de trinta dos principais jogadores do Brasil e de Portugal jogando em modo multiplayer em um mapa de Minecraft com mais de quarenta modificações, a partir de uma ideia de SirKazzio. Nesta época, Bruno foi considerado um dos maiores canais de jogos do Brasil. Mais tarde, passou a variar os assuntos dos vídeos; seu canal se tornou um vlog falando de cinema, música, super-heróis e seu cotidiano, mas passou a ter um declínio da audiência, voltando a ter sucesso na internet novamente apenas alguns anos depois, com o Flow Podcast.[carece de fontes?]
Na época do RandonsPlays, foi considerado por websites como um dos maiores youtubers de jogos do Brasil. Em 2012, Monark foi entrevistado no Encontro com Fátima Bernardes da Globo. O apresentador trabalhou em marcas como a Coca-Cola, Intel, TIM, Kanui e outras. Em 2018, foi o apresentador e mestre de cerimônias do prêmio Cubo de Ouro, na MegaCon. Também foi estrela na Brasil Game Show nos anos de 2012, 2013, 2014 e na época parabenizou o trabalho da empresa Twitch, plataforma de streaming que mais tarde se tornou mais popular entre os gamers.

### 2018–22:Flow Podcast
Em 2018, Monark e Igor "3K" Coelho criaram o Flow Podcast; segundo Monark, "gameplay nunca deu tanto dinheiro". No início, Monark e Igor bancavam todos os custos do Flow Podcast, mas, a partir de fevereiro ou março de 2020, o programa começou a se pagar. Nesta época, ambos viviam apenas do Flow Podcast, ganhando dinheiro a partir de patrocínios, AdSense e Twitch. Segundo Monark, o Flow é inspirado no The Joe Rogan Experience, do podcaster Joe Rogan. O UOL e a Exame disseram que o Flow era notável por seu estilo informal, assemelhando-se a uma "conversa de bar". O Flow Podcast esteve frequentemente entre os podcasts de maior audiência no Brasil. O programa estreou na parada de Top Podcasts da Apple Podcasts em 17 de fevereiro de 2019, alcançando o topo da parada em várias ocasiões e em dias consecutivos — a primeira delas em 13 de agosto de 2020. Faturaram o Prêmio Ibest de melhor podcast 2020, indicação ao Prêmio MTV Millennials 2021 e depois novamente à indicação ao Prêmio Ibest de 2021.
Enquanto trabalhava no Flow Podcast, organizou a equipe Wolf Team para disputar campeonatos e ajudar no cenário do jogo Dota 2 no Brasil. De acordo com Monark, seu salário no Flow era de R$ 50 mil. Os Estúdios Flow chegaram ao faturamento estimado de 1,5 milhão, que caiu após a reprovação do público, chegando à beira da falência após as falas nazistas de Monark.
Algumas fontes dizem que Monark é pioneiro e responsável pela popularização do cenário de podcast no Brasil. Foi apelidado de "Joe Rogan brasileiro" pelo jornal americano The New York Times.

#### Defesa da existência de um partido nazista
Em 7 de fevereiro de 2022, durante o episódio que teve participação dos deputados federais Kim Kataguiri (até então filiado ao partido PODE-SP) e Tabata Amaral (PSB-SP), o apresentador Monark defendeu a existência de um partido nazista legalizado no Brasil, alegando que isso teria base na Primeira Emenda da Constituição Americana.
| “                     | A esquerda radical tem muito mais espaço do que a direita radical, na minha opinião. As duas tinham que ter espaço. Eu sou mais louco que todos vocês. Eu acho que o nazista tinha que ter o partido nazista, reconhecido pela lei. | ” |
| — Bruno Aiub (Monark) | |   |

Além da defesa da criação do partido nazista, ele sustentou que as pessoas deveriam ter o direito de ser "antijudias". Tabata rebateu a opinião, afirmando que a liberdade de expressão não deve colocar em risco a vida de outros, e que ideologias como o nazismo coloca grupos inteiros em risco.
As declarações do comunicador tiveram repercussão internacional e geraram reação de entidades israelitas, incluindo o Museu do Holocausto de Curitiba, a Confederação Israelita do Brasil (CONIB) e a Federação Israelita de São Paulo (FISESP). A embaixada da Alemanha no Brasil também se pronunciou. Diversos entrevistados solicitaram que episódios em que foram entrevistados por Monark fossem retirados do ar. Partidos, políticos e ministros do STF repudiaram as falas do comunicador. Empresas que patrocinavam o canal ou já o haviam patrocinado emitiram notas de repúdio às declarações e encerraram contratos com o canal Flow.
A marca de bicicletas Monark negou relação com o podcaster envolvido na polêmica, afirmando repudiar "veementemente qualquer manifestação de racismo ou conduta que possa prejudicar qualquer pessoa ou grupo social". Ainda segundo a Monark, o apresentador usa o apelido sem nenhum tipo de vínculo ou autorização da empresa.
Augusto Aras, procurador-geral da República, abriu investigação, no dia seguinte à fala, para averiguar se Monark e Kim Kataguiri cometeram o crime de apologia ao nazismo durante o episódio. Kataguiri contestou a investigação e criticou Aras, mas afirma que vai colaborar com a investigação. O apresentador também passou a ser investigado pelo Ministério Público do Estado de São Paulo (MP-SP) e pela Polícia Civil pelo mesmo crime. De acordo com o pedido que embasou a abertura do inquérito, o conteúdo do episódio é "inquestionavelmente nazista e antissemita". Foi divulgado que Monark e os responsáveis pelo podcast seriam chamados para depor na Polícia Civil.
No dia seguinte à live, Monark chegou a se pronunciar dizendo que estava sob efeito de bebida alcoólica e que a fala havia sido distorcida. No mesmo dia, os Estúdios Flow comunicaram, através das suas redes sociais, que Monark não fazia mais parte do grupo. Posteriormente, Monark disse que "eu posso ter errado na forma como eu me expressei, mas o que estão fazendo comigo é um linchamento desumano". Ao que o Museu do Holocausto respondeu: "Linchamento desumano é o que fizeram com Moïse Kabagambe (...) Você errou, por isso reiteramos nosso convite! De coração aberto! Venha nos visitar, sem alarde". O Youtube parou de monetizar vídeos antigos de Monark, e o Flow foi suspenso do programa de parcerias.
De acordo com Igor 3K, o Flow teve um prejuízo de 8 milhões após a fala, chegando a ficar com a conta zerada.
Em junho de 2022, em entrevista para o podcast Cara a Tapa, Monark afirmou que não deveria ter pedido desculpas por ter afirmado algo que sabia que era correto. De acordo com ele, apenas pediu desculpas devido à cultura do cancelamento.
“Eu obviamente não gostaria de ver um partido nazista no Brasil, mas não me oporia à adoção de uma versão mais robusta da liberdade de expressão, semelhante à praticada nos EUA, onde a Suprema Corte entendeu que mesmo opiniões e manifestações nazistas estão cobertas pela Primeira Emenda” e “o Estado não tem o poder de decidir quais são os discursos aceitáveis e quais não são”, diz Hélio Schwartsman, jornalista judeu que perdeu grande parte da sua família no Holocausto, em coluna que escreveu para o jornal Folha de S.Paulo. Posteriormente a esse episódio, Monark afirma defender justamente a Primeira Emenda da Constituição Americana, que garante plena liberdade de expressão.
No dia 13 de fevereiro de 2022, Monark defendeu-se no jornal The New York Times e afirmou ter feito uma defesa da Primeira Emenda da Constituição dos Estados Unidos; também comentou que o real problema foi ter defendido a sua ideia "(...) de uma maneira muito ruim, de uma maneira estúpida" e afirmou com veemência não ser nazista.
Após a matéria da revista norte-americana, Joe Rogan, grande inspirador para o Flow Podcast existir, comentou sobre o caso após conversa privada com Glenn Greenwald e leu a matéria no seu podcast The Joe Rogan Experience no Spotify de número 1781, com participação de Coleman Hughes, que defendeu Monark tendo dito que "a censura quase nunca funciona". O apresentador do programa, Joe Rogan, também relembrou sobre "a União Americana pelas Liberdades Civis, em que muitos eram advogados judeus", preferiu não silenciar os nazistas, e, conforme ele, isso aconteceu apenas 30 anos após o Holocausto.
O Partido da Causa Operária também criticou as decisões do judiciário; "apresentador fez uso de seu direito à livre expressão, mas direção do Flow decidiu demiti-lo após pressão dos patrocinadores", criticou o PCO. O partido futuramente saiu novamente em defesa de Monark quando teve suas contas bloqueadas novamente em outras redes sociais.
Mesmo após toda as controvérsias envolvidas, Igor "3K", sua ex-companhia na apresentação do Flow Podcast, defendeu o amigo em inúmeras ocasiões, considerando "um exemplo mal colocado", gerando a repercussão tendo em vista que já estavam na mira por terem "um alvo nas costas".

### 2022–23:Monark Talks
Após afastamento das redes sociais, no dia 23 de março de 2022 Monark anunciou que estava de volta, "agora com mais liberdade do que nunca." Em 4 de abril de 2022, Monark estreou o Monark Talks na plataforma Rumble, uma concorrente do YouTube com público majoritariamente conservador e de direita que, segundo ela própria, busca ser imune à chamada "cultura do cancelamento", permitindo hospedagem de desinformação e teorias da conspiração. A negociação da contratação foi intermediada pelo jornalista Glenn Greenwald, que também adotou o Rumble e havia defendido Monark no caso do Flow.
O primeiro convidado foi o também criador de conteúdo e youtuber de Minecraft, Eduardo Faria, conhecido como Venom Extreme. A entrevista teve o total de 228 mil visualizações e o obteve mais de 53 mil inscritos em pouco mais de nove horas após o lançamento. Monark Talks é considerado um podcast com viés de extrema-direita, mas Monark entrevista pessoas de um amplo espectro político, como o pedetista Ciro Gomes e Rui Costa Pimenta, presidente do Partido da Causa Operária.
Monark teve suas redes sociais bloqueadas três vezes pelo ministro Alexandre de Moraes por espalhar fake news sobre o Supremo Tribunal Federal e apoiar as manifestações golpistas após a eleição presidencial de 2022. O bloqueio mais recente aconteceu em 14 de junho de 2023, após Monark entrevistar Filipe Barros (PL-PR) onde, de acordo com a Assessoria Especial de Enfrentamento à Desinformação do Tribunal Superior Eleitoral (TSE), foram disseminadas fake news sobre as instituições eleitorais. Mesmo após o bloqueio, Monark continuou com suas lives. No dia 20 de junho, em programa com o comandante da Marinha Fracisco Novellino, Monark afirmou que o Exército deveria prender Alexandre de Moraes por supostamente não obedecer a constituição. Em 10 de julho, entrevistou Allan dos Santos, do antigo canal Terça Livre, que também está com as redes bloqueadas e foragido nos Estados Unidos por ser investigado pelo inquérito das fake news. Em 27 de julho, em entrevista com Arthur Petry, afirmou que não havia sido preso pelo contraponto da Rússia, China e Índia ao polo ocidental.
Em 2 de agosto de 2023, Alexandre de Moraes ordenou um quarto bloqueio e a paralisação de R$ 300 mil nas contas de Monark. O novo bloqueio fez com que seu contrato com a Rumble fosse temporariamente suspenso. Monark foi aos Estados Unidos para regularizar seu contrato com a Rumble, e foi especulado que o influencer havia fugido do Brasil. Ele negou que estava fugindo e voltou ao Brasil brevemente para participar de uma audiência com Flávio Dino, porém no dia 27 de setembro confirmou que havia se mudado para os EUA para fugir da justiça e anunciou que continuaria produzindo seu podcast. Em 29 de dezembro de 2023, em entrevista para o jornal Folha de S.Paulo, Monark afirmou que não estava conseguindo monetizar seu conteúdo e que tinha medo de voltar ao Brasil e ser preso. Ainda no final de 2023, a plataforma Rumble anunciou o fim de suas atividades no Brasil por conta das disputas judiciais.

### 2024–presente:Bunker555
Em janeiro de 2024, o YouTube excluiu os canais ligados a Monark por violar as diretrizes da plataforma. Na ocasião, ele comparou sua situação com o Holocausto. Em 15 de janeiro de 2024, Monark lançou a plataforma de vídeos Bunker555. De acordo com Monark, a plataforma é "100% livre de censura". Em 9 de setembro, Monark expressou sua vontade de voltar ao Brasil.

## Imagem pública

### Comentários
Monark colecionou uma série de polêmicas tanto em suas apresentações nos podcasts quanto em suas redes sociais. Seu comentário mais notório foi a defesa de um partido nazista durante entrevista com Kim Kataguiri e Tábata Amaral, que o levou a saída do Flow. Outro comentário notório ocorreu em outubro de 2021. Em uma discussão sobre opiniões racistas, Monark afirmou em sua conta no Twitter que "É a ação que faz o crime e não a opinião". O advogado Augusto de Arruda Botelho respondeu: "Não, Monark, uma opinião racista pode ser um crime de injúria racial, por exemplo. Posso te dar outros exemplos." Monark rebateu novamente perguntando: "Ter uma opinião racista é crime?" Na ocasião, Monark foi alvo de diversas críticas e o Flow Podcast perdeu dois patrocínios.
Entre outros comentários polêmicos, Monark comparou a expressão da homofobia com gosto pessoal por refrigerantes, que índios deveriam poder monetizar suas terras para comprar serviços da "civilização", e que a economia do Nordeste era "voltada no carguismo público", além de questionar a obrigatoriedade do uso de máscaras e da vacinação obrigatória no contexto da pandemia de COVID-19.
Já no Monark Talks, Monark notabilizou-se por tecer comentários críticos ao STF e de apoio a Jair Bolsonaro, incluindo pedidos de golpe de estado, que fez com que suas redes sociais fossem bloqueadas na Justiça diversas vezes. Um de seus primeiros comentários polêmicos no novo podcast foi em entrevista com o youtuber Newman LM, enquanto conversavam sobre as acusações de pedofilia contra PC Siqueira. Monark afirmou que o pedófilo deveria poder realizar suas fantasias online para evitar que o ato fosse praticado na vida real. Uma semana depois, ele voltou atrás, dizendo que não havia pensando sobre o assunto a fundo e que apoia a castração química de pedófilos. Em outra ocasião, afirmou que a Barbie era lésbica e que o filme live-action estaria no mesmo espectro político que Felipe Neto.
No Bunker555, Monark desafiou Felipe Neto para uma luta de boxe. Em maio de 2024, Monark aconselhou Nego Di a se preparar para deixar o país, após o ex-BBB se envolver com notícias falsas sobre as enchentes no Rio Grande do Sul. Nego Di respondeu que existia "um 'abismo' entre nossas atitudes e falas". Em 13 de junho, Monark comemorou o avanço de pautas de extrema-direita. Em agosto de 2024, surgiu áudios do Space no X onde Monark discute com Oswaldo Eustáquio suposta censura de Alexandre de Moraes contra bolsonaristas. Em setembro, após o bloqueio do X no Brasil, ele comentou que "todo mundo é o Monark agora".

### Problemas legais

#### Inquéritos e processos
Em fevereiro de 2022, após ser desligado do Flow Podcast por defender a existência de um partido nazista, a Confederação Israelita do Brasil, em parceria com a Federação Israelita do Estado de São Paulo e um empresário judeu, entraram com dois inquéritos policiais contra Monark. Igor 3k chegou a ser ouvido em audiência, mas ambos os inquéritos foram arquivados em 2023, pois a "conduta de Monark é atípica para fins penais, mas não evita resposta em processos civis". Em março de 2024, o Ministério Público de São Paulo entrou com uma ação civil pública para que Monark pague R$ 4 milhões pelo ocorrido. O dinheiro arrecadado será destinado à Secretaria da Justiça e da Defesa da Cidadania de São Paulo por meio do Fundo Estadual de Defesa dos Interesses Difusos. Após o incidente, Monark anunciou em seu Twitter que estava buscando um advogado pro bono. Na ocasião, sua conta no YouTube foi desmonetizada. Monark entrou com um recurso contra a Google, mas ele foi negado pelo Tribunal de Justiça de São Paulo em 9 de maio de 2024.
Em setembro de 2022, a Anvisa entrou com uma ação na 15ª Vara Federal de Curitiba cobrando R$ 34 mil por multa por infração administrativa. O processo não detalha qual teria sido a infração, mas sua pendência poderia sujar o nome de Monark.
Em junho de 2023, após o terceiro bloqueio de suas redes sociais, Monark chamou o Ministro da Justiça Flávio Dino de "gordola", "autoritário" e "filho da puta". O Ministro respondeu em seu Twitter que entregaria o caso ao Poder Judiciário. O caso está tramitando na Justiça Federal de São Paulo e uma audiência de conciliação foi marcada para o dia 1 de setembro. A defesa alega que a tramitação não poderia ser na Justiça Federal de SP, pois Flávio Dino ocupa o cargo de Ministro. Na audiência, Flávio Dino exigiu que Monark se retratasse através de um vídeo, porém a defesa argumentou que não era possível por causa do bloqueio realizado por Alexandre de Moraes, mas que o influenciador estava disposto a se retratar através de uma nota. Em 26 de setembro, a Justiça Federal de São Paulo aceitou a queixa-crime contra Monark. Em 13 de dezembro, Monark foi proibido de fazer novos comentários sobre Dino. O juiz Fausto de Sanctis do TRF-3 aceitou o habeas corpus de Monark e suspendeu a queixa-crime em 27 de dezembro de 2023, porém ela foi restaurada em março de 2024 por Maria Isabel. Sua condenação por difamação foi cancelada por Maria considerar a punição desproporcional ao ato, mas manteve por injúria. Em 3 de outubro de 2024, Monark foi condenado a um ano e três meses de prisão e uma indenização de R$ 50 mil.
Em 2 de agosto de 2023, o Ministro do TSE Alexandre de Moraes abriu um inquérito contra Monark pelo influencer abrir novas contas em redes sociais mesmo após o bloqueio e continuar a espalhar notícias falsas sobre o sistema eleitoral.

#### Bloqueios em redes sociais

##### Primeiro bloqueio
| Bruno Monteiro Aiub | Logo do Twitter, um pássaro azul estilizado |
| @monark             |                                             |

            Fui censurado pelo STF... Não vivemos em uma democracia. Me acompanhe no Rumble/monark! Quantos dias até a policia vir na minha casa? Alexandre de Moraes age como um ditador.

9 de novembro de 2022

Em 8 de novembro de 2022, a conta de Monark no YouTube foi bloqueada no Brasil, em razão de decisão judicial do ministro Alexandre de Moraes e o Supremo Tribunal Federal. Na decisão, o Meta, Twitter e TikTok deveriam bloquear as contas de Monark sob pena de R$ 100 mil por dia. Nos dias anteriores, Monark havia criticado o bloqueio de contas de redes sociais de bolsonaristas, como Adrilles Jorge e Carla Zambelli, que foram punidos dessa forma por conta das consequências das manifestações golpistas provocadas por bolsonaristas após a vitória de Lula na eleição presidencial. Monark também havia divulgado em seu canal uma live do ativista político argentino Fernando Cerimedo, que apresentou informações falsas e distorcidas sobre as urnas eletrônicas do Brasil, como um dossiê sobre suposta apuração das eleições brasileiras. A informação do bloqueio de seu canal veio ao conhecimento do podcaster por uma pessoa da produção durante uma entrevista ao vivo com Arthur do Val.
No Twitter, o youtuber afirmou:
| “ | Estamos vivendo uma ditadura do judiciário. Situação é grave. Foda-se Direita ou Esquerda, se você é brasileiro, lute, não deixem tomarem sua liberdade". | ” |

##### Segundo bloqueio
Em 13 de janeiro de 2023, Monark teve suas contas nas redes sociais retidas em todo o Brasil por decisão judicial. Dias antes, o youtuber havia publicado que apoiava os atos criminosos ocorridos em Brasília no dia 8 de janeiro. Suas contas no Twitter e no Instagram foram retidas no mesmo dia.

##### Terceiro bloqueio
Devido a decisão de 8 de janeiro de 2023, diversos canais de Monark foram bloqueados, e o youtuber foi proibido pelo STF de divulgar fake news. No entanto, o podcaster criou novos canais em redes sociais, e conduziu uma entrevista com Filipe Barros (PL-PR). De acordo com a Assessoria Especial de Enfrentamento à Desinformação do Tribunal Superior Eleitoral (AEED TSE), nesses canais e na entrevista foram disseminadas fake news sobre as instituições eleitorais.
A AEED TSE comunicou o ocorrido em ofício ao ministro Alexandre de Moraes, que determinou, por meio do Inquérito 4.923, datado de 13 de junho, o bloqueio das redes sociais de Monark por descumprimento a decisão judicial anterior, e determinou que o influencer parasse de espalhar fake news sobre o STF, sob multa de dez mil reais, em caso de descumprimento. Moraes investigou Monark sobre os atos de 8 de janeiro, e concluiu que o influenciador criou novas redes sociais e abriu uma conta no Rumble após as proibições anteriores. A ordem deveria ser cumprida pelo Discord, Meta, Rumble, Telegram e Twitter em até duas horas, sob multa de 100 mil reais.
O Rumble, o Twitter e o Discord recorreram. O Rumble alegou que a ordem judicial caracteriza censura ao conteúdo lícito presente nos outros vídeos do influencer e censura prévia de seus vídeos futuros. O Twitter alegou que a decisão de Moraes é inconstitucional e que o artigo 19 do Marco Civil da Internet traz que o bloqueio só deve ser aplicado em conteúdo ilegal. Já o Discord alegou que a decisão atingiria não apenas o influenciador, mas as 1.500 pessoas que frequentam seu servidor. Monark também entrou com um recurso na Justiça, alegando que nos autos, não se vê a Procuradoria-Geral da República (PGR) ou alguma autoridade policial pleiteando os bloqueios. A defesa também argumenta que Monark fez indagações opinativas, e não informativas. O Spotify continuou publicando o Monark Talks. A plataforma também manteve a entrevista de Monark com Allan dos Santos no ar sob alegação que o episódio não violava suas diretrizes. Isto levou a um movimento nas redes sociais onde foi disseminada uma hashtag afirmando que a plataforma apoia fake news. Entre os impulsionadores do movimento, está o Sleeping Giants Brasil.
No dia 15, Moraes determinou que Monark deponha para a Polícia Federal (PF) em até cinco dias. A defesa pediu mais tempo para entender as acusações contra o influenciador, que foi acatado pelo juiz. No dia 21, Moraes determinou que a PF ouça Monark em até dez dias. Em seu depoimento no dia 29, Monark afirmou ter desconfiança do sistema eleitoral, mas que não tinha certeza se havia ocorrido fraude. Também disse que não incentivou os atos golpistas de 8 de janeiro, ele teria apenas sentido empatia pelo sentimento de revolta de alguns dos manifestantes. Em 7 de julho, Monark apelou para a PGR, argumentando que a decisão de Moraes era antidemocrática.
Após ter suas redes sociais bloqueadas e ser intimado a prestar depoimento à Polícia Federal, Monark revelou em seu podcast ter adquirido cidadania italiana.

##### Quarto bloqueio
No dia 2 de agosto, Moraes multou Monark em 300 mil reais por descumprimento de decisão judicial e determinou a abertura de um inquérito para investigar o podcaster. O valor foi bloqueado pelo Banco Central. Moraes também determinou que a Deezer, Spotify, Amazon Music, Apple, Rumble, TikTok, Twitter e outras plataformas realizem um novo bloqueio de suas redes sociais em duas horas, novamente sob pena de R$ 100 mil por dia, além de suspender os pagamentos do podcaster.
A Amazon Music suspendeu o Monark Talks de sua plataforma. No dia seguinte da decisão, em live com o streamer Chief, Monark afirmou que seu contrato com a Rumble foi temporariamente suspenso. O influenciador foi aos Estados Unidos para normalizar sua situação na plataforma. Ele anunciou o retorno do Monark Talks em 24 de novembro.
Em 22 de janeiro de 2024, a PF notificou o STF por Monark ter criado novos perfis nas redes sociais. Em 5 de fevereiro, Moraes deu 15 dias para a PGR se pronunciar sobre o caso Monark. Em 25 de abril, o procurador-geral Paulo Gonet afirmou ao STF que Monark continuava a desobedecer as ordens judiciais e defendeu que a PF aprofundasse o caso. Em 2 de maio, Moraes atendeu o pedido da PGR e iniciou apurações adicionais sobre potenciais irregularidades nas postagens do podcaster.
Em 17 de abril de 2024, a Comissão de Assuntos Judiciários do Partido Republicano dos Estados Unidos emitiu um documento afirmando que Alexandre de Moraes censurou Monark por criticar a suposta censura praticada pelo ministro.

##### Quinto bloqueio
Em 26 de junho de 2024, o ministro do Supremo Tribunal Federal (STF), Alexandre de Moraes, determinou a exclusão de novos perfis e canais do influenciador digital Monark. No despacho, o ministro deu prazo de duas horas para a remoção, pela empresa Meta, das páginas de Monark nas redes sociais Instagram e Facebook. Caso a determinação não seja cumprida, as empresas responsáveis pelas redes sociais serão punidas com multa de R$ 100 mil por dia de descumprimento.
Após o bloqueio do X por Elon Musk não cumprir ordens judiciais do Brasil, o que foi classificado pelo bilionário contra um atendado à liberdade de expressão. Musk criou o perfil Alexandre Files para postar as decisões do ministro do STF Alexandre de Moraes que levaram ao fim do X no país, entre elas o pedido de bloqueio total das contas de Monark, do senador Alan Rick (União-AC) e do deputado federal Nikolas Ferreira (PL-MG). O X voltou atrás e bloqueou as contas novamente em 8 de agosto após ordem judicial. Não há informações públicas sobre a decisão, mas Monark postou no dia anterior uma defesa da liberdade de expressão da ideologia nazista.
Sua defesa entrou com cagravos regimentais na Corte, pedindo que o seu caso fosse retirado da pauta do julgamento virtual do Supremo pelo inquérito que investiga Monark pela divulgação de notícias falsas ser ilegal, e que o julgamento em plenário virtual prejudicaria o youtuber. O pedido foi negado por Moraes, com decisão valendo a partir do dia 24 de setembro. Ainda, o STF negou outro recurso de Monark. Sua defesa planejou pedir a exclusão de Monark da investigação argumentando que seu nome não constava no relatório-final da PF sobre o 8 de janeiro.

### Ideologia política
| Bruno Monteiro Aiub | Logo do X, uma letra X estilizada |
| @monarkbanido       |                                   |

            Lula é um fantoche, as eleições foram fraudadas, Bolsonaro é o legítimo presidente do Brasil, apesar de seus incontáveis defeitos. Quem controla o estado hoje é uma gangue de mafiosos corruptos. A mídia, padrão Globo, são cúmplices e traidores da pátria, venderam o país!

6 de outubro de 2023

As principais pautas defendidas por Monark são a liberdade de expressão absoluta e a oposição ao "politicamente correto". Seus comentários vêm recebendo diversas críticas e dividindo opiniões. O influencer tem posições a favor da legalização e descriminalização da maconha e confrontou Eduardo Bolsonaro durante sua participação no Flow. No programa, o apresentador fumou maconha na frente do deputado federal, dizendo que era tabaco. O podcaster também é favorável à legalização do aborto, o considerando um direito da mulher, e ao armamento de mulheres para evitar a violência feminina. Também é um entusiasta das criptomoedas.
Em entrevista com o ex-candidato do PT à presidência da República Fernando Haddad, Monark confirmou que votou em Bolsonaro no segundo turno das eleições de 2018. Nas eleições de 2022, Monark reiterou seu voto e disse que faria propaganda a Bolsonaro no segundo turno, pela "perseguição" que vinha sofrendo da mídia. Em junho de 2024, Monark criticou Bolsonaro, afirmando que ele era um "fraco" por ter admitido sua derrota após a eleição. Ao entrevistar a deputada federal por São Paulo Sâmia Bomfim (PSOL), Monark revelou ter sido filiado ao Partido Verde (PV).
Monark diz acreditar em algumas teorias da conspiração, como a "farsa" da ida do homem à Lua, e nega os atentados terroristas de 11 de setembro de 2001. Adota uma postura antissistema, em que tece críticas às grande empresas, como as Big Techs, Vanguard Group, State Street Global Advisors e a BlackRock, por "controlarem" o mundo ocidental. Ele afirma que o planeta é controlado por "satanistas, como Taylor Swift". De acordo com o jornalista Álvaro Borba, Monark tinha aversão ao ensino formal, o que teria o levado a crer nas teorias conspiratórias.

## Videografia
- Entrevista com Flow Podcast | The Noite (22/09/20). The Noite com Danilo Gentili. 22 de setembro de 2020. Consultado em 10 de fevereiro de 2022 – via YouTube